# 12814 Vittorio
12814 Vittorio eller 1996 CG9 är en asteroid i huvudbältet som upptäcktes den 13 februari 1996 av de båda italienska astronomerna Ulisse Munari och Maura Tombelli vid Cima Ekar-observatoriet. Den är uppkallad efter Vittorio Beltrami.
Asteroiden har en diameter på ungefär 4 kilometer och den tillhör asteroidgruppen Vesta.